# Telegrafo di Chappe

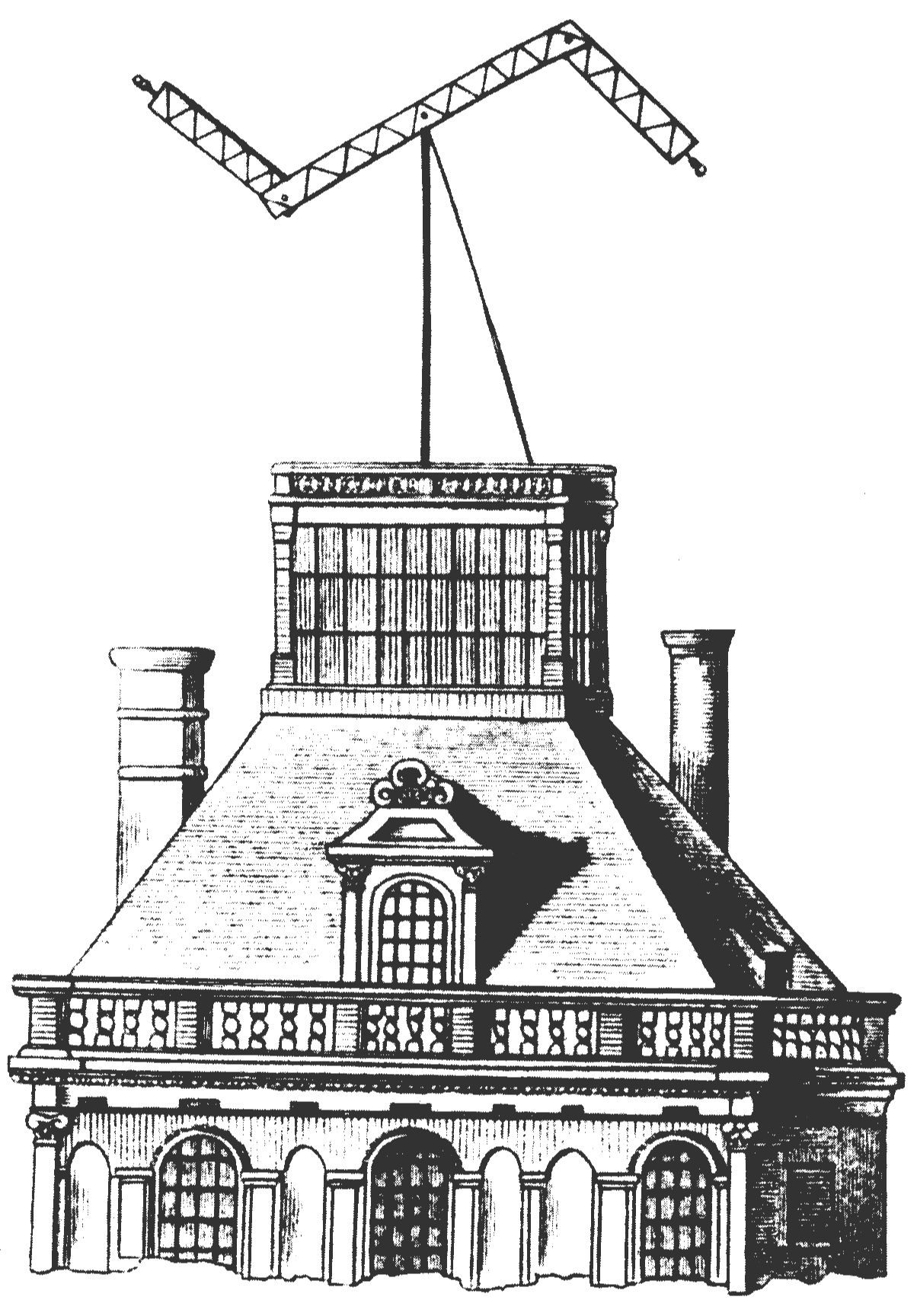
Torre semaforica del Louvre (Francia).

Codice alfanumerico Chappe per la trasmissione delle informazioni tra le torri semaforiche.

Il telegrafo di Chappe (detto anche semaforo di Chappe) fu un sistema di comunicazioni immediate a distanza inventato dai fratelli Chappe in Francia alla fine del XVIII secolo. Si trattava di un sistema «ottico», con il quale mediante «stazioni» poste lungo una linea e opportunamente distanziate, il messaggio veniva trasmesso da una alla successiva, che lo decifrava e lo ritrasmetteva, fino a giungere al termine di questa «linea» predeterminata.
Questo implicava che:
- le stazioni distassero non oltre l'estensione del campo visivo dell'operatore della stazione (tra i 10 e i 15 km[1])
- la trasmissione poteva aver luogo solo se tutti gli operatori erano contemporaneamente presenti sulle rispettive «stazioni» della linea
- le trasmissioni potevano aver luogo solo durante le ore di visibilità naturale (diurne), sempre che questa fosse sufficiente, lungo tutto il percorso della linea di «stazioni».

## Storia

### Messa a punto del sistema
Claude Chappe si unì ai suoi fratelli negli anni 1780 e prese a sviluppare dei sistemi di comunicazione a distanza. Ebbero luogo in particolare due tentativi noti, uno sincronizzato con suoni (1791), l'altro con dei pannelli di legno (1792). Essi constatarono con l'esperienza che è più facile scorgere l'angolo d'una barra che determinare la presenza d'un pannello, e il loro «semaforo» propriamente detto nacque nel 1793. Chappe ricevette 6000 franchi dall'Assemblea per costruire il suo sistema.
Quest'ultimo era composto di «torri di Chappe», strutture a forma di H i cui tratti verticali e quelli orizzontali, consistenti in bracci mobili in legno imperniati nei punti d'incontro, potevano assumere posizioni verticali od orizzontali indipendentemente gli uni dagli altri. Tali posizioni venivano assunte operando molto semplicemente alla base della torre tramite due manette. Si potevano così ottenere fino a 196 combinazioni diverse, considerando che ciascuno dei due bracci poteva essere disposto su sette posizioni, distinguibili anche a distanza, e la barra trasversale che collegava le due linee verticali della H poteva assumere allo stesso modo quattro angolazioni diverse: in totale quindi le combinazioni possibili erano 7×7×4, cioè 196, più che sufficienti per rappresentare ciascuna una lettera dell'alfabeto e un numero da 0 a 9. 
Era naturalmente necessario che ogni stazione fosse presieduta, nel periodo di trasmissione, da un operatore opportunamente addestrato.

### Primi utilizzi

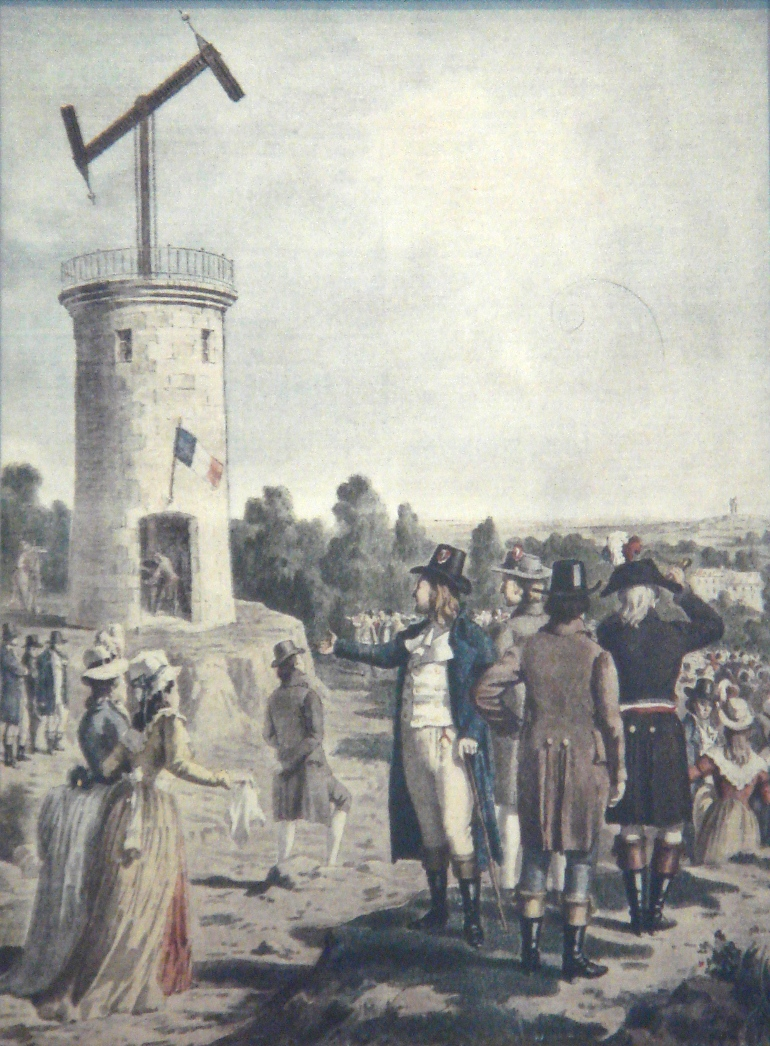
Dimostrazione di un «semaforo di Chappe»

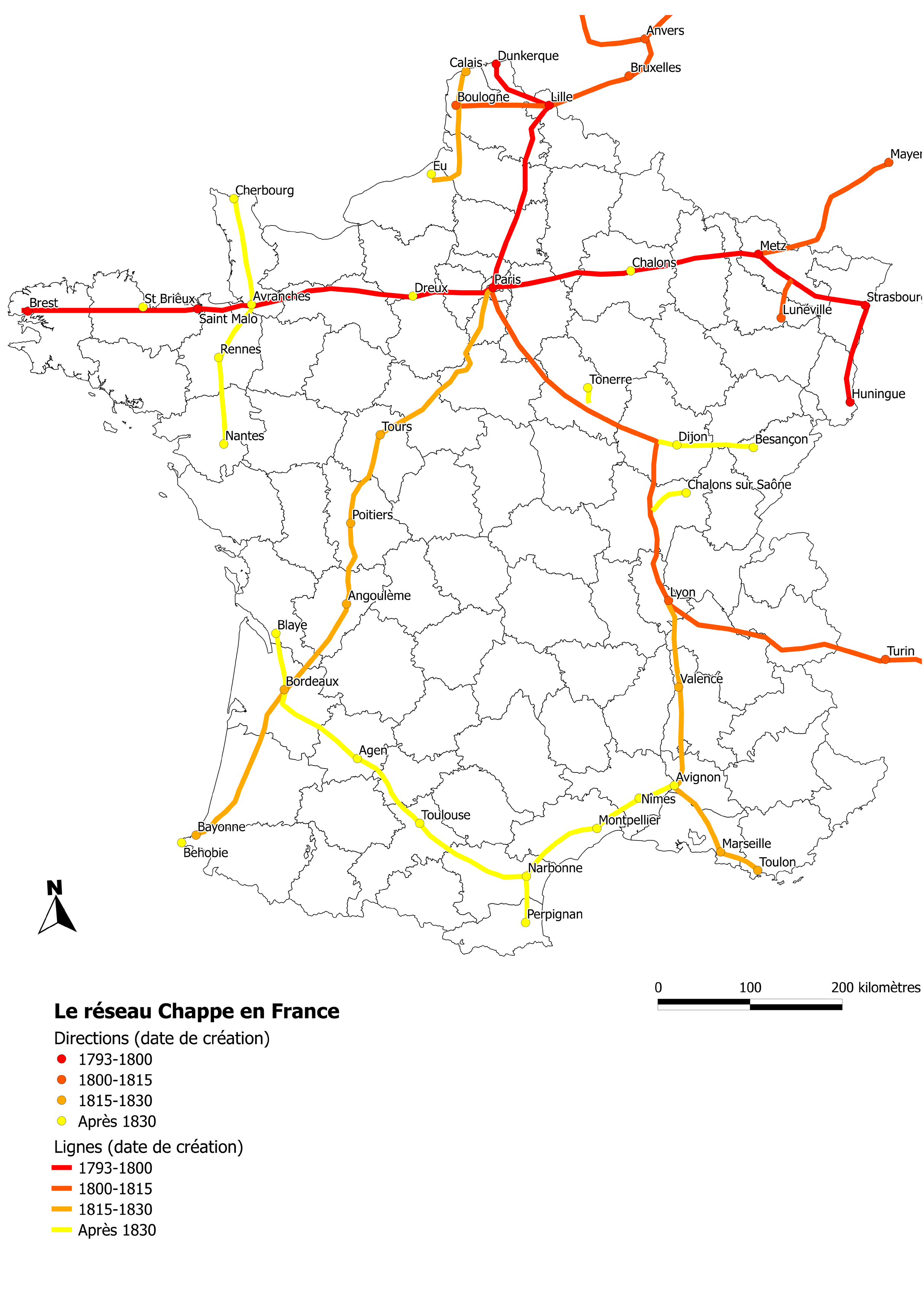
Carta dello sviluppo della rete Chappe in Francia.

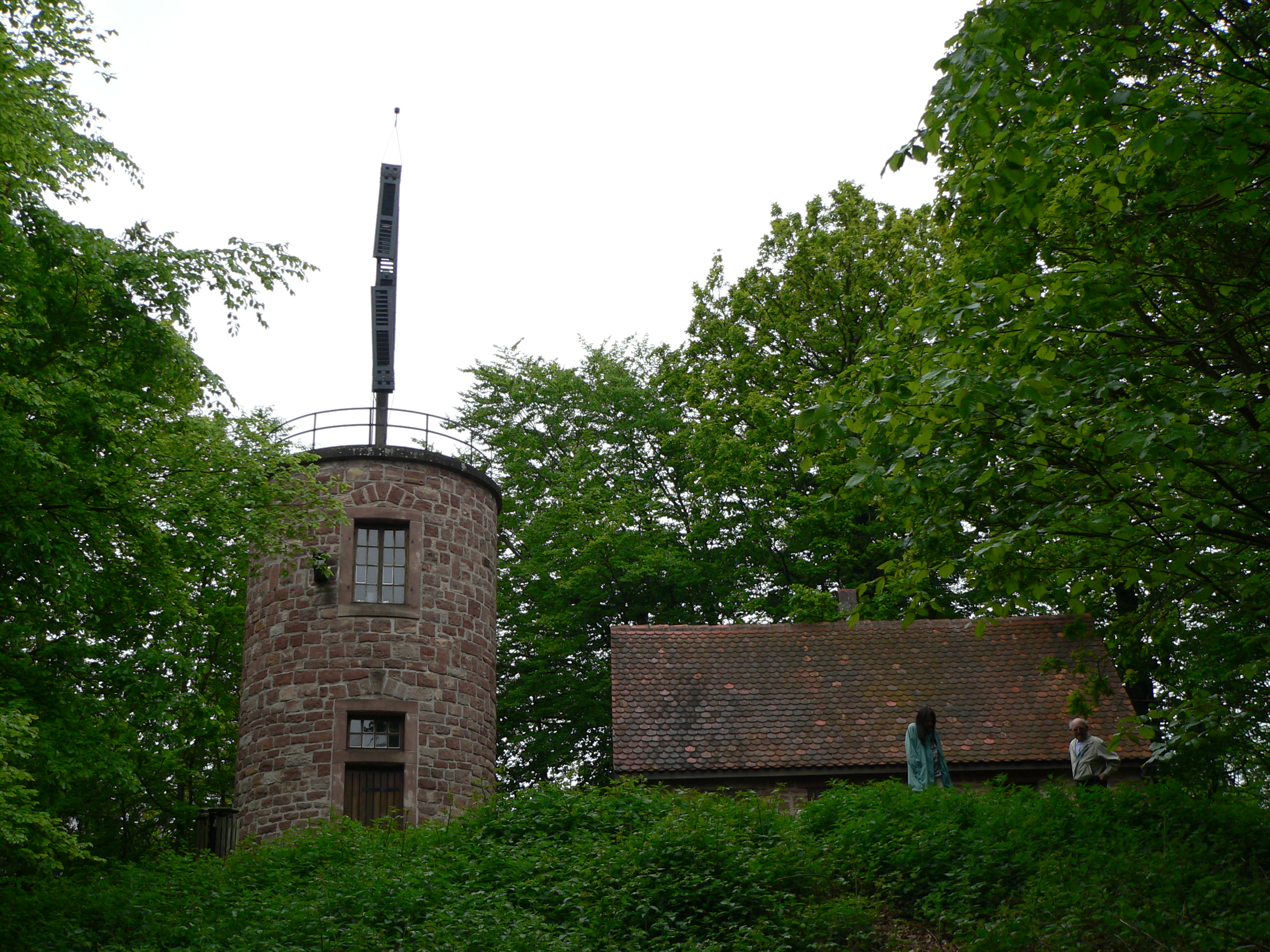
Una stazione presso Saverne (Francia).

La prima linea di semafori Chappe fu realizzata tra Parigi e Lilla nel 1792. Essa fu utilizzata per trasmettere i dispacci della guerra tra la Francia e l'Austria. Il primo simbolo d'un messaggio per Lille percorse 193 km attraverso 15 stazioni in soli 9 minuti. La velocità di trasmissione d'una linea variava col tempo. La linea Parigi-Lilla comunicava abitualmente 36 simboli, un messaggio completo, in 32 minuti circa. Nel 1794, essa trasmise alla Convenzione la notizia della conquista della città di Condé-sur-l'Escaut da parte degli Austriaci meno di un'ora dopo che l'evento avesse avuto luogo. Altre linee furono costruite, tra le quali una tra Parigi e Tolone.
Nel 1824 i fratelli Chappe promossero delle linee semaforiche per usi commerciali, in particolare per trasmettere i costi delle materie prime.

### Sviluppi
Il sistema fu ampiamente copiato da altri Stati europei, in particolare dopo il suo utilizzo da parte di Napoleone per coordinare il suo impero e il suo esercito. Nella maggior parte degli Stati, era il servizio postale che utilizzava questo sistema.
Numerosi servizi nazionali adottarono dei sistemi di segnalazioni diversi da quello dei Chappe. Per esempio, la Gran Bretagna e la Svezia adottarono sistemi di pannelli rotanti (in contraddizione con l'invenzione dei fratelli Chappe).
I britannici svilupparono una serie di torri semaforiche che permettevano comunicazioni rapide tra Londra e i cantieri navali a Portsmouth.
Fu durante questo periodo che fu inventato il sistema dell'alfabeto semaforico navale. Questo sistema impiega bandierine mosse manualmente. Esso è ancora accettato per comunicazioni diurne urgenti.
Il primo libro di codici fu scritto per l'uso delle linee di semafori. I dirigenti della corporazione dei Chappe utilizzarono un codice segreto che utilizzava 92 simboli di base per due per formare 8464 parole ed espressioni codificate.
Napoleone Bonaparte comprese il vantaggio militare emergente dall'invenzione dei fratelli Chappe e utilizzò un semaforo portatile nei suoi quartieri generali. Ciò gli permise di coordinare le proprie forze e la sua logistica su distanze maggiori di quelle degli altri eserciti di quell'epoca.
I semafori furono adottati e ampiamente utilizzati (con bandierine mosse manualmente al posto dei bracci meccanici) nel mondo marittimo all'inizio del XIX secolo. I segnali semaforici furono in particolare utilizzati durante la battaglia di Trafalgar.

### Il telegrafo ottico in Italia[7]
Nel suolo italiano le linee semaforiche di Chappe furono erette per la necessità di Napoleone Bonaparte di comunicare rapidamente coi territori conquistati. Il tratto da Milano a Mantova fu sancito con decreto imperiale del 18 giugno 1805, cui seguì un secondo decreto il 13 novembre dello stesso anno per il prolungamento della linea da Milano verso Parigi, sino al confine col Piemonte. Infine, il 1º settembre 1809, il Viceré d'Italia Eugenio Napoleone di Francia decretò che la linea telegrafica fosse continuata fino a Venezia.  
Il tracciato telegrafico proveniente da Lione, dove i lavori erano iniziati nel 1804, attraversò le Alpi e proseguì lungo il Piemonte nel 1807 passando per Lanslebourg 1 e Lanslebourg 2, Mompantero 1 e Mompantero 2, Frassinere, San Michele, Buttigliera, Rivoli, Grugliasco e Torino. Procedeva poi per Superga, Albugnano, Cocconato, Tribec, Grazzano, Lu e Monte. Facendo seguito al decreto imperiale, da Milano intanto le postazioni per collegare la linea telegrafica piemontese si avviarono dal campanile di San Celso per San Pietro Cusico, Rosate, Besate, San Siro, San Giorgio e Sartirana. La stazione di San Giorgio, causa l'eccessiva distanza da Sartirana, sarà poi rimpiazzata nel 1808 dalle postazioni di Semiana e Cergnago.
Con lettera del Ministero degli Interni diretta ai «SS.ri Astronomi Reggi» scritta a Milano 21 aprile 1809, il giovane astronomo Carlini fu associato al direttore del telegrafo francese Affroy con l’incarico di tracciare un nuovo percorso Milano-Mantova, le cui stazioni vennero poi realizzate in Milano (campanile di Santa Maria in Paradiso), Mirazzano, Panzano, Pandino, Crema, Bressanoro, Soresina, Casalbuttano, Persico, Pieve, San Lorenzo (1813), Vho, Casatico, Le Grazie e Mantova. 
Da Mantova altre postazioni furono erette, nel 1810, verso l'Adriatico, nei territori di Garzedole, Bonferraro, Sanguinetto, Vigo, Urbana, Ponso, Schiavonia, San Pietro, Gorgo (1812), Polverara (Saint-Fidencio), Sandòn (San Don), Gambarare e Venezia.
Successivamente, fra il 1810 e il 1812, da Venezia la linea venne diramata lungo la costa adriatica, in parte a nord verso Trieste e in parte a sud, dove per circa 330 km si sviluppava dal comune di San Benedetto del Tronto. 
L'utilità di simili telegrafi per proteggere le proprie coste fu inoltre avvertita da altri Stati italiani. In particolare dal Regno delle Due Sicilie di Gioacchino Murat, cognato di Napoleone Bonaparte, che adeguò alla telegrafia ottica le circa 400 torri semaforiche di guardia costiere del XVI secolo (conosciute come saracene) sparse per l'intero territorio e sorvegliate dai torrari che segnalavano con le bandiere a braccia .

### Sostituzione con il telegrafo
I semafori ebbero un tal successo che Samuel Morse non riuscì a vendere il telegrafo al governo francese. Tuttavia, la Francia finì col rimpiazzare i semafori con dei telegrafi elettrici dal 1846. Bisogna notare che i telegrafi elettrici sono più confidenziali e meno soggetti alle perturbazioni causate dal maltempo. 
L'ultima linea di semafori ottici in servizio regolare fu, in Svezia, una linea che collegava un'isola con una linea telegrafica continentale. Essa fu posta fuori servizio nel 1880.
Alla fine del XIX secolo fu sviluppata, per motivi militari, la segnaletica ottica a fasce luminose; utilizzando il codice Morse, essa consentiva di comunicare tra le forze quando il telegrafo elettrico poteva essere messo fuori servizio dall'esercito nemico.